# هاوين
هاوين هو معدن من معادن السيليكات وهو من أشباه الفلسبارات. يحوي في تركيبه على فلزات الصوديوم والكالسيوم والألومنيوم مع وجود الكبريتات في البنية، بحيث تكون صيغة الوحدة البلورية على الشكل (Na3Ca(Si3Al3)O12(SO4.
اكتشف المعدن ووصف لأول مرة سنة 1807 من عينة عثر عليها في إيطاليا، وسمي على شرف العالم الجيولوجي الفرنسي رينيه جست هاوي.